# Friedrich Lippe (Politiker)
Johannes Friedrich Christian Lippe (* 28. Januar 1770 in Freienhagen; † 3. Januar 1819 ebenda) war ein deutscher Bäcker, Bürgermeister und Politiker.

## Leben
Lippe war der Sohn des Bäckermeisters und Ratsgewandten Johannes Lippe (* 12. Januar 1733 in Elben; † August 1795 in Freienhagen) und dessen Ehefrau Margaretha geborene Schaumer († 4. Dezember 1787 in Freienhagen). Er war evangelisch und heiratete am 17. Januar 1798 in Freienhagen Johanne Maria Elisabeth Eigenbrodt (* 22. August 1773 in Freienhagen; † 26. Juni 1817 ebenda), die Tochter des Johann Georg Eigenbrodt, aus Sachsenhausen und der Anna Elisabeth Kessler. Justus Lippe war ein Enkel, Johannes Lippe war ein Neffe.
Lippe war Bäcker, (1798) Kellerwirt und Ackermann. 1790 wurde er im Alter von nur 20 Jahren Ratsherr. Von 1814 bis 1816 und von 1818 bis 1819 amtierte er als Bürgermeister der Stadt Freienhagen. Als solcher war er von (Herbst) 1814 bis (Herbst) 1816 Mitglied des Landstandes des Fürstentums Waldeck.